# Captain Forever (juego)
Captain Forever es el nombre de una serie de juegos de disparos ambientados en el espacio por el desarrollador australiano Jarred "Farbs" Woods y la primera aparición de la serie. Sus raíces de nombre de ambos su proceso de desarrollo, con versiones nuevas del juego que son continuamente desarrolladas y liberadas con su interminable gameplay. Hay cuatro juegos en la serie, el primer del cual es Gratis. Y al ser seguidores, por un único costo de $20, puede obtener el acceso a cualquier secuela futura apenas liberada sin siquiera hacer otro pago adicional.
Una versión Standalone, Captain Forever Remix fue creada por Pixelsaurus Games, quién trabajó conjuntamente con Woods para traer el título a los sistemas modernos. Remix fue liberado a Windows, Mac OS X y Linux en marzo de 2015.

## Gameplay
En cada juego en la serie, con la excepción de Captain Impostor, el jugador pilota un barco con la capacidad de ser expandida al sujetar "Modulos" (como láseres o propulsores) que se obtienen de enemigos vencidos al módulo de orden, representado por una caja que contiene un corazón roto. El objetivo en el juego es para mantener vuestra nave en pie el mayor tiempo posible. Cuando más es el progreso del juego, las naves de los enemigos  (nombrado según letras del alfabeto radiofónico) llegan y son más fuertes. Destruyendo los barcos más fuertes aumenta la Ley (los niveles dentro del juego), hasta que los Protectores (Peacekeepers en el juego original) llegan para atacar. El juego eficazmente termina después de la destrucción del primer Protector (reemplazando el módulo de orden está roto corazón con un completo) pero el jugador puede continuar para acumular partes indefinidamente. Si la nave del jugador es destruida,  explota, destruyendo todas las naves en el área inmediata y aclarando el área del el jugador para empezar a reconstruir su nave desde 0. El default el fondo es una verja de líneas verdes sobre un fondo negro con una imagen borrosa de la cara de un piloto en el medio. El fondo puede ser cambiado, aun así, a una imagen tomada por la webcam del jugador.

## Premios
Captain Forever Ganó el premio al mejor juego en el "China's first Independent Games Festival" en 2009.